# Muehlbergella oweriniana
Muehlbergella oweriniana là loài thực vật có hoa trong họ Hoa chuông. Loài này được (Rupr.) Feer mô tả khoa học đầu tiên.